# Марко Диньяр
Марко Диньяр (хорв. Marko Dinjar; нар. 21 травня 1986, Осієк, Югославія) — хорватський футболіст, півзахисник «Вардараца».

## Життєпис
Вихованець школи «Осієка», у складі якого виступав з 2002 по 2008 роки. Став наймолодшим дебютантом в історії чемпіонату Хорватії: вийшов на поле 10 серпня 2002 року у матчі проти «Вартексу», коли Марку виповнилося 16 років і 82 дні. Вище вказане досягнення зміг побити Марко Дабро з «Цибалії», який в березні 2013 року вийшов на поле в матчі проти «Спліта» у віці 16 років та 2-х днів.
У Росії виступав за грозненський «Терек» у рамках чемпіонату Росії 2008 року, зіграв п'ять матчів і відзначився однією жовтою карткою у матчі проти «Хімок». З літа 2009 року виступав в Угорщині за «Дьєр».
У 2011 році отримав угорське громадянство.

## Досягнення
- Чемпіонат Угорщини
  -  Чемпіон (1): 2012/13